# Charing Cross Mansions

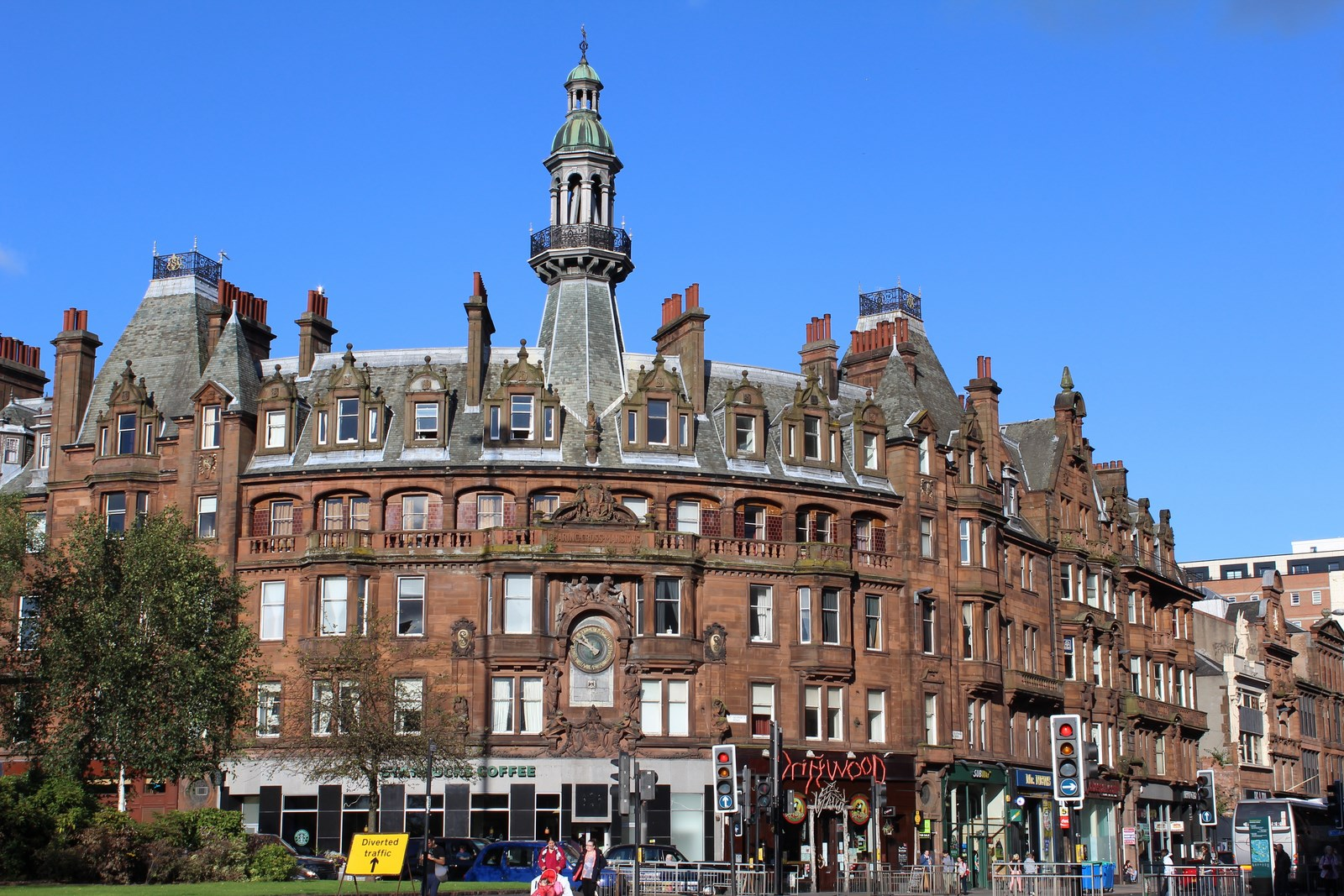
Charing Cross Mansions

Die Charing Cross Mansions sind ein Wohn- und Geschäftsgebäude in der schottischen Stadt Glasgow. 1970 wurde das Gebäude als Einzeldenkmal in die schottischen Denkmallisten zunächst in der Kategorie B aufgenommen. Die Hochstufung in die höchste Denkmalkategorie A erfolgte 1988.

## Geschichte
Das Wohn- und Geschäftsgebäude wurde zwischen 1889 und 1891 erbaut. Für den Entwurf zeichnet der schottische Architekt John James Burnet verantwortlich. Vermutlich zu Bauzeiten schuf der Bildhauer William Birnie Rhind die Skulpturierung.

## Beschreibung
Es handelt sich um ein Eckhaus an der großen Kreuzung Charing Cross am Westrand des Glasgower Stadtzentrums. Die M9 und die A804 führen direkt an dem Gebäude vorbei. Das Neorenaissance-Gebäude ist im Stile der frühen französischen Renaissance ausgestaltet. Ebenerdig sind in den vierstöckigen Charing Cross Mansions Ladengeschäfte eingerichtete, während die oberen Stockwerke als Wohnraum genutzt werden. Das Gebäude ist in einem Bogen um die Straßenecke geführt. Die Fassade ist 18 Achsen weit, die im Schema 2–2–10–2–2 angeordnet sind. Die zentrale Auslucht ist reich skulpturiert. Das Tympanum des Eingangsportals zieren Cherubim. Figuren von Tag und Nacht im Stile Michelangelos schmücken die rundbogige Aussparung oberhalb, in der eine Uhr eingelassen ist. Es flankieren Karyatiden und gebückte Atlanten in den Pilastern. Der abschließende Fries trägt die Inschrift „CHARING CROSS MANSIONS“. Das aufsitzende Gesims ist mit Cherubim gestaltet.
Entlang des Obergeschosses verläuft eine Arkade mit elliptischen Bögen. Im Mansardgeschoss treten ornamentierte Dachgauben hervor. Mittig ragt ein polygonaler Helm auf. Oberhalb des umlaufenden Balkons ist er als zweistöckige Laterne fortgeführt.